# Collonia
Collonia is een geslacht van weekdieren uit de klasse van de Gastropoda (slakken).

## Soorten
- Collonia admissa (E. A. Smith, 1890)
- Collonia incerta (E. A. Smith, 1890)
- Collonia marginata (Lamarck, 1804) †